# Гіротрон

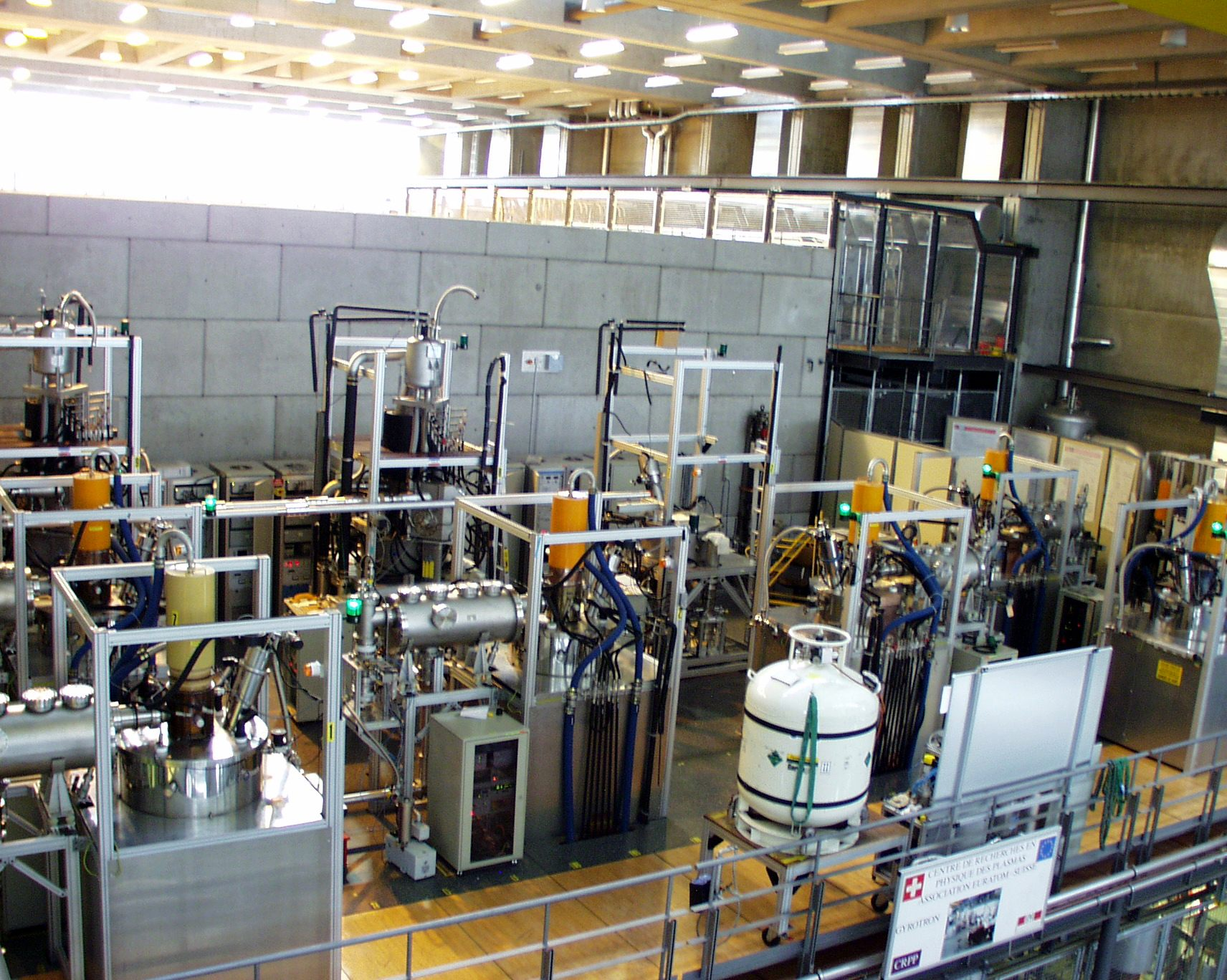
Гіротронні лампи високої потужності в діапазоні 84–118 ГГц для розігріву плазми у реакторі ядерного синтезу Tokamak à configuration variable Токамак, Швейцарія. Гіротронні лампи на фото мають кольорові верхівки.

Гіротрон — клас високопотужних лінійно-променевих електровакуумних ламп, які генерують міліметрові електромагнітні хвилі за допомогою циклотронного резонансу електронів у сильному магнітному полі. Діапазон вихідних частот складає від близько 20 до 527 ГГц, що покриває довжини хвиль від мікрохвильового до межі терагерцового випромінення. Вихідна потужність як правило знаходиться в діапазоні від десятків кіловат до 1–2 мегават. Гіротрони можуть створюватися для імпульсної або неперервної роботи.

## Принцип роботи

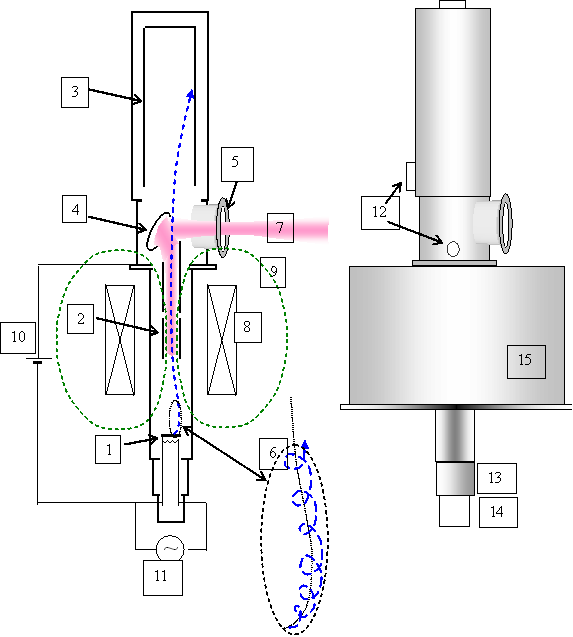
Схема конструкції гіротрона

Гіротрон є різновидом мазера, що генерує високочастотне електромагнітне випромінення шляхом вимушеного циклотронного резонансу електронів, які переміщуються у сильному магнітному полі.
Швидкості електронів у гіротроні частково релятивістські (порівняні, але не близькі до швидкості світла).

## Застосування
Гіротрони використовують для багатьох промислових і високотехнологічних застосуваннях. Наприклад, гіротрони використовують в наукових дослідженнях з ядерного синтезу для розігріву плазми а також у виробництві як засіб швидкого розігріву в при обробці скла, композитів і кераміки, а також для відпалу (сонячних елементів та напівпровідників). До військових застосувань відносяться системи активного ураження.